# Paragona auroviridis
Paragona auroviridis là một loài bướm đêm trong họ Erebidae.